# HACS

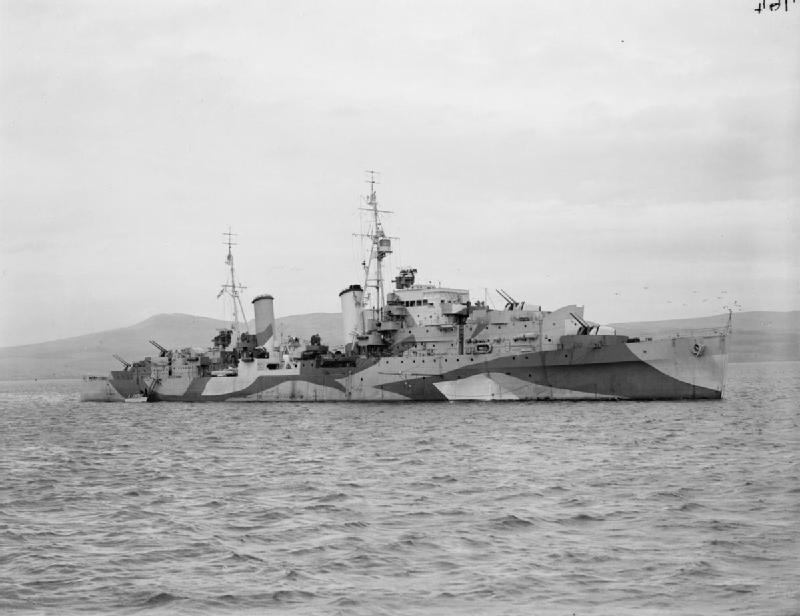
Croiseur antiaérien HMS Scylla. Ses quatre canons jumeaux de 4,5 pouces sont contrôlés par deux tours de direction à grand angle, l'une située derrière le pont et l'autre derrière la cheminée arrière.

Le High Angle Control System (HACS) est un système britannique de conduite de tir de lutte antiaérienne employé par les navires de la Royal Navy à partir de 1930 et largement employé pendant la Seconde Guerre mondiale.
Ce télémètre calcule la déviation nécessaire requis pour placer un obus explosif à l'emplacement d'une cible volante dont l'altitude et la vitesse sont connus. 